# Tok v síti

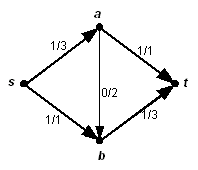
Šipky znázorňují představu toku v jednoduchém grafu. První číslo u každé hrany představuje aktuální velikost toku, druhé pak kapacitu hrany.

Toky v sítích jsou v rámci teorie grafů předmětem studia teorie sítí.

## Motivace
Problémy řešené v rámci zkoumání toků v sítích jsou motivovány praktickými úlohami o propustnosti - typickým příkladem je propustnost železniční, silniční nebo vodovodní sítě. Tomu odpovídá i používaná terminologie.
Síť obsahuje hrany - úseky potrubí, úseky silnice mezi dvěma křižovatkami, které mají danou svou maximální propustnost - kapacitu.
Síť obsahuje vrcholy - místa, kde se setkává více úseků potrubí, případně silniční křižovatky nebo železniční uzly.
Z pohledu řešení jednotlivých úloh obvykle pracujeme v uzavřeném konečném systému toků, kde tedy existují zdroje - vrcholy, kde tok vzniká a tzv. stoky - vrcholy, kde tok zaniká. Ostatní vrcholy, označované jako vnitřní, jsou místa, kudy tok probíhá a kde musí přitékat přesně tolik, kolik odtéká.

## Definice
Síť definujeme jako ohodnocený orientovaný graf {\displaystyle G=(V(G),E(G))\,\!} s hodnotící funkcí {\displaystyle c\colon E(G)\to R_{0}^{+}}, která udává tzv. kapacitu každé hrany.

Na tomto grafu je množina vrcholů rozdělena na tři disjunktní množiny: zdroje, stoky a vnitřní vrcholy {\displaystyle V(G)=V^{+}(G)\cup V^{-}(G)\cup V^{0}(G)\,\!}.
Na každé hraně grafu můžeme pak definovat tzv. tok, kladnou veličinu určenou funkcí {\displaystyle t\colon E(G)\to R_{0}^{+}}.
Aby mohla být výše uvedená funkce nazvána tokem, musí splňovat následující podmínky:
- tok je omezený kapacitou hrany: {\displaystyle \forall e\in E(G):t(e)\leq c(e)}
- ve vnitřních vrcholech se musí vstupní a výstupní tok (nebo také přítok a odtok) rovnat: {\displaystyle \forall v\in V^{0}(G):\sum _{e\in \to v}t(e)=\sum _{e\in v\to }t(e)}
- ve zdrojích nesmí být přítok větší než odtok: {\displaystyle \forall v\in V^{+}(G):\sum _{e\in \to v}t(e)\leq \sum _{e\in v\to }t(e)}
- ve stocích nesmí být odtok větší než přítok: {\displaystyle \forall v\in V^{-}(G):\sum _{e\in v\to }t(e)\leq \sum _{e\in \to v}t(e)}

## Úlohy a jejich řešení
Základní úlohou je najít maximální tok v grafu. Maximalitou se v tomto kontextu myslí „co nejvíc využít propustnosti“, tj. navrhnout funkci toku {\displaystyle t\,\!} tak, aby odtok ze zdrojů {\displaystyle \sum _{v\in V^{+}(G)}(\sum _{e\in v\to }t(e)-\sum _{e\in \to v}t(e))} byl maximální možný.
Tato úloha může být různým způsobem modifikována - mohu mít například navíc určenou i vrcholovou kapacitu {\displaystyle c_{2}\colon V(G)\to R_{0}^{+}}, kterou nesmí překročit odtok ani přítok na jednotlivých vrcholech, tj. {\displaystyle \forall v\in V(G):\sum _{e\in \to v}t(e)\leq c_{2}(v)\,\!} a obdobně i pro odtok.
Zajímavá a jednoduchá myšlenka převádí úlohu s mnoha zdroji a mnoha stoky na úlohu s jedním zdrojem a jedním stokem:
Zaveďme si do grafu dva nové vrcholy z a s, které označíme za virtuální zdroj a virtuální stok. Vrchol z spojme hranou se všemi zdroji původního grafu a těmto hranám přiřadím nekonečnou kapacitu, všechny stoky původního grafu spojme s vrcholem s a i těm přiřaďme nekonečnou kapacitu. Nakonec ještě všechny původní zdroje a stoky označím za vnitřní vrcholy nově vzniklého grafu, takže tento nový graf bude mít {\displaystyle V^{+}=\{z\}\,\!} a {\displaystyle V^{-}=\{s\}\,\!} . Dá se poměrně snadno nahlédnout, že maximální tok v tomto grafu zúžený na hrany původního grafu je maximálním tokem v původním grafu.
Fordova-Fulkersonova věta uvádí do vztahu maximální tok a minimální řez oddělující zdroj od stoku. Vychází z ní i myšlenka základního způsobu hledání maximálního toku, Fordova-Fulkersonova algoritmu. Jeho lepší variantou je Edmondsův-Karpův algoritmus, dalšími možnými přístupy k řešení jsou Dinicův algoritmus a Goldbergův algoritmus. Pro sítě odpovídající rovinným grafům je možné použít také Algoritmus nejhořejší cesty.

## Aplikace
Toky v sítích mají široké spektrum aplikací. Nejčastěji se používají pro modelování skutečných sítí (vodovodních, dopravních, elektrických, počítačových a jiných) a zkoumání jejich vlastností (zejména maximální kapacity jejich segmentů).